# SIC Radical
A SIC Radical é um canal de televisão português de entretenimento. Anunciado em janeiro de 1999 e com emissão iniciada em abril de 2001, foi o terceiro canal fechado da SIC, depois da SIC Gold e da SIC Notícias. A sua programação destina-se a adolescentes e jovens adultos. Tendo sido, inicialmente, uma montra de conteúdos de cunho mais alternativo, ao longo dos anos acabou por adotar uma vertente mais popular.
Durante os seus primeiros cinco anos de emissão, o canal chegou a ser uma das maiores "fábricas de talentos" dos anos 2000 em Portugal, ao colocar em destaque personalidades já conhecidas, como Rui Unas e Fernando Alvim, ou ao revelar nomes como os Gato Fedorento ou os Homens da Luta.
A SIC Radical cobriu vários festivais de verão, nomeadamente o Rock in Rio Lisboa, Sumol Summer Fest, NOS Alive, Super Bock Super Rock, MEO Sudoeste, o Sol da Caparica, Caparica Primavera Surf Fest e Vodafone Mexefest.

## Audiências
| 2001 | 2002 | 2003 | 2004 | 2005 | 2006 | 2007 | 2008 | 2009 | 2010 | 2011 | 2012 | 2013 | 2014 | 2015 | 2016 | 2017 |
| ---- | ---- | ---- | ---- | ---- | ---- | ---- | ---- | ---- | ---- | ---- | ---- | ---- | ---- | ---- | ---- | ---- |
| 0,6% | 0,5% | 0,6% | 0,5% | 0,7% | 0,6% | 0,5% | 0,6% | 0,6% | 0,5% | 0,6% | 0,5% | 0,6% | 0,6% | 0,6% | 0,6% | 0,4% |